# Micaria idana
Espèce
Micaria idana est une espèce d'araignées aranéomorphes de la famille des Gnaphosidae.

## Distribution
Cette espèce se rencontre au Canada en Colombie-Britannique et au Yukon et aux États-Unis en Californie et en Idaho,.

## Description
Les mâles mesurent de 1,55 à 2,34 mm et les femelles de 2,34 à 3,04 mm.

## Publication originale
- Platnick & Shadab, 1986 : A revision of the American spiders of the genus Micaria (Araneae, Gnaphosidae). American Museum novitates, no 2916, p. 1-64 (texte intégral).